# Glaucium elegans
Glaucium elegans är en vallmoväxtart. Glaucium elegans ingår i Hornvallmosläktet som ingår i familjen vallmoväxter.

## Underarter
Arten delas in i följande underarter:
- G. e. bracteatum
- G. e. elegans